# 能登麻美子 おはなしNOTE
『能登麻美子 おはなしNOTE』（のとまみこ おはなしノート）は、2013年4月2日から2025年2月19日まで文化放送のインターネットラジオ「超!A&G+」で配信されていた簡易動画付きラジオ番組。パーソナリティは能登麻美子。

## 番組概要
前番組『能登麻美子・地球NOTE』の1コーナー「おはなしNOTE」をレギュラー番組化したもの。小説や物語、民話や絵本、童話、ライトノベル、詩など様々なジャンルの作品を能登が朗読する。
簡易動画では、物語朗読中は物語の進展に合わせた静止画、それ以外では書斎をイメージした静止画が配信されている。
2023年春の超!A&G+改編で、3ヶ月毎に1時間の配信となった。
2025年3月で超!A&G+のサービス終了に伴い、本番組も2025年2月19日配信回が最終回となった。

### 配信時間
超!A&G+
毎週更新
- 2013年4月2日 - 2016年3月29日

火曜日 0:30 - 1:00（月曜深夜）
リピート配信：火曜日 12:30 - 13:00
- 2016年4月8日 - 2020年3月27日

金曜日 2:30 - 3:00（木曜深夜）
リピート配信：金曜日 15:00 - 15:30
- 2020年4月3日 - 2021年1月22日

金曜日 2:30 - 3:00（木曜深夜）
リピート配信：金曜日 14:30 - 15:00
隔週更新
- 2021年1月29日 - 2023年3月31日

金曜日 2:30 - 3:00（木曜深夜）
リピート配信 : 金曜日 14:30 - 15:00、翌週金曜日 2:30 - 3:00（木曜深夜）、翌週金曜日 14:30 - 15:00
不定期配信
- 2023年5月3日・2023年8月2日・2023年11月15日・2024年2月7日・2024年5月29日・2024年7月24日・2024年11月6日・2025年2月19日

水曜日 22:00 - 23:00
AG-ON
- 2013年4月3日 - 2016年3月30日

水曜日正午配信（1週間配信）
- 2016年4月9日 - 2017年5月27日

土曜日正午配信（1週間配信）
AG-ON Premium
- 2017年6月3日 - 2021年1月23日

土曜日正午配信（1週間配信）
- 2021年1月30日 - 2023年4月1日

土曜日正午配信（2週間配信）

## コーナー
オープニングポエム
「言葉が折り重なって物語となる。」という番組趣旨に当たるポエムの朗読後、作品概要と作品に合う飲み物の紹介。
おはなしNOTE
作品の朗読。
メール紹介
リスナーからのメール紹介。
エンディングポエム
作品に関する有名な言葉やエピソードを紹介後、「夜明けまでに何億もの星が生まれる。明日数えきれない悲しみが語られ、無限の喜びが謳われる。あなたは何を感じていたか。」という旨のポエムの朗読。